# Stefanie Heinzmann/Diskografie
Diese Diskografie ist eine Übersicht über die musikalischen Werke der Schweizer Pop- und Soulsängerin Stefanie Heinzmann und ihrer Pseudonyme wie Stifl. Den Schallplattenauszeichnungen zufolge hat sie bisher mehr als 760.000 Tonträger verkauft. Ihre erfolgreichste Veröffentlichung ist das Debütalbum Masterplan mit über 230.000 verkauften Einheiten.

## Alben

### Studioalben
| Jahr | Titel Musiklabel                                | Höchstplatzierung, Gesamtwochen, AuszeichnungChartplatzierungen (Jahr, Titel, Musiklabel, Platzierungen, Wochen, Auszeichnungen, Anmerkungen) | Höchstplatzierung, Gesamtwochen, AuszeichnungChartplatzierungen (Jahr, Titel, Musiklabel, Platzierungen, Wochen, Auszeichnungen, Anmerkungen) | Höchstplatzierung, Gesamtwochen, AuszeichnungChartplatzierungen (Jahr, Titel, Musiklabel, Platzierungen, Wochen, Auszeichnungen, Anmerkungen) | Anmerkungen                                            |
| Jahr | Titel Musiklabel                                | DE | AT | CH | Anmerkungen                                            |
| ---- | ----------------------------------------------- | --- | --- | --- | ------------------------------------------------------ |
| 2008 | Masterplan Polydor (UMG)                        | DE3 Platin · (54 Wo.)DE | AT5 (15 Wo.)AT | CH1 Platin · (46 Wo.)CH | Erstveröffentlichung: 7. März 2008 Verkäufe: + 230.000 |
| 2009 | Roots to Grow Polydor (UMG)                     | DE13 (15 Wo.)DE | AT40 (3 Wo.)AT | CH4 (21 Wo.)CH | Erstveröffentlichung: 11. September 2009               |
| 2012 | Stefanie Heinzmann Polydor (UMG)                | DE8 (13 Wo.)DE | AT24 (2 Wo.)AT | CH3 (26 Wo.)CH | Erstveröffentlichung: 16. März 2012                    |
| 2015 | Chance of Rain Polydor (UMG)                    | DE20 (12 Wo.)DE | AT55 (1 Wo.)AT | CH4 (39 Wo.)CH | Erstveröffentlichung: 27. März 2015                    |
| 2019 | All We Need Is Love BMG Rights Management (WMG) | DE18 (5 Wo.)DE | — | CH1 (19 Wo.)CH | Erstveröffentlichung: 22. März 2019                    |
| 2021 | Labyrinth BMG Rights Management (WMG)           | DE19 (3 Wo.)DE | — | CH4 (12 Wo.)CH | Erstveröffentlichung: 14. Mai 2021                     |

## Singles

### Als Leadmusikerin
| Jahr | Titel Album                                            | Höchstplatzierung, Gesamtwochen, AuszeichnungChartplatzierungen (Jahr, Titel, Album, Platzierungen, Wochen, Auszeichnungen, Anmerkungen) | Höchstplatzierung, Gesamtwochen, AuszeichnungChartplatzierungen (Jahr, Titel, Album, Platzierungen, Wochen, Auszeichnungen, Anmerkungen) | Höchstplatzierung, Gesamtwochen, AuszeichnungChartplatzierungen (Jahr, Titel, Album, Platzierungen, Wochen, Auszeichnungen, Anmerkungen) | Anmerkungen                                                |
| Jahr | Titel Album                                            | DE | AT | CH | Anmerkungen                                                |
| --- | ------------------------------------------------------ | --- | --- | --- | ---------------------------------------------------------- |
| 2008 | My Man Is a Mean Man Masterplan                        | DE3 Gold · (30 Wo.)DE | AT6 (20 Wo.)AT | CH1 (31 Wo.)CH | Erstveröffentlichung: 11. Januar 2008 Verkäufe: + 150.000  |
| 2008 | Like a Bullet Masterplan                               | DE29 (11 Wo.)DE | AT53 (4 Wo.)AT | CH27 (25 Wo.)CH | Erstveröffentlichung: 18. April 2008                       |
| 2008 | Revolution Masterplan                                  | DE47 (9 Wo.)DE | — | CH75 (3 Wo.)CH | Erstveröffentlichung: 1. August 2008                       |
| 2008 | The Unforgiven Masterplan (Limited Deluxe Edition)     | DE10 (17 Wo.)DE | AT30 (10 Wo.)AT | CH20 (11 Wo.)CH | Erstveröffentlichung: 31. Oktober 2008 Original: Metallica |
| 2009 | No One (Can Ever Change My Mind) Roots to Grow         | DE36 (9 Wo.)DE | AT71 (2 Wo.)AT | CH27 (8 Wo.)CH | Erstveröffentlichung: 28. August 2009                      |
| 2009 | Unbreakable / Stop Roots to Grow                       | DE68 (2 Wo.)DE | — | — | Erstveröffentlichung: 13. November 2009                    |
| 2010 | Roots to Grow                                          | DE16 (10 Wo.)DE | AT61 (2 Wo.)AT | CH56 (6 Wo.)CH | Erstveröffentlichung: 28. Mai 2010 feat. Gentleman         |
| 2012 | Diggin’ in the Dirt Stefanie Heinzmann                 | DE12 Gold · (16 Wo.)DE | AT29 (7 Wo.)AT | CH6 Platin · (14 Wo.)CH | Erstveröffentlichung: 22. Februar 2012 Verkäufe: + 180.000 |
| 2012 | Show Me the Way Stefanie Heinzmann                     | — | — | — | Erstveröffentlichung: 10. August 2012                      |
| 2015 | In the End Chance of Rain                              | DE25 (13 Wo.)DE | AT67 (1 Wo.)AT | CH9 (12 Wo.)CH | Erstveröffentlichung: 6. März 2015                         |
| 2015 | On Fire Chance of Rain                                 | — | — | CH40 (9 Wo.)CH | Erstveröffentlichung: 24. Juli 2015                        |
| 2015 | Stranger in This World Chance of Rain                  | — | — | — | Erstveröffentlichung: 27. November 2015                    |
| 2018 | Build a House All We Need Is Love                      | — | — | CH38 (13 Wo.)CH | Erstveröffentlichung: 21. September 2018 feat. Alle Farben |
| 2019 | Mother’s Heart All We Need Is Love                     | — | — | — | Erstveröffentlichung: 18. Januar 2019                      |
| 2019 | You Get Me All We Need Is Love                         | — | — | — | Erstveröffentlichung: 8. März 2019                         |
| 2019 | Shadows All We Need Is Love                            | — | — | — | Erstveröffentlichung: 31. Mai 2019                         |
| 2020 | All We Need Is Love                                    | — | — | — | Erstveröffentlichung: 7. Februar 2020 feat. Jake Isaac     |
| 2020 | Colors Labyrinth                                       | — | — | — | Erstveröffentlichung: 16. Oktober 2020                     |
| 2021 | Would You Still Love Me Labyrinth                      | — | — | — | Erstveröffentlichung: 2. April 2021                        |
| 2021 | Believe Labyrinth                                      | — | — | — | Erstveröffentlichung: 16. April 2021                       |
| 2021 | Best Life Labyrinth                                    | — | — | — | Erstveröffentlichung: 30. April 2021                       |
| 2022 | Come on Over –                                         | — | — | — | Erstveröffentlichung: 22. Juli 2022 mit HBz & Hauz         |
| 2022 | Carry the World –                                      | — | — | — | Erstveröffentlichung: 19. August 2022                      |
| 2025 | Power –                                                | — | — | — | Erstveröffentlichung: 4. April 2025                        |
| 2025 | Talk –                                                 | — | — | — | Erstveröffentlichung: 6. Juni 2025                         |
| 2025 | Good –                                                 | — | — | — | Erstveröffentlichung: 8. August 2025                       |
| Folgende Lieder erschienen nicht als Single, wurden aber durch das Album zum Download und Streaming bereitgestellt und konnten somit eine Platzierung erlangen: |                                                        | | | |                                                            |
| |                                                        | | | |                                                            |
| 2013 | Fire Stefanie Heinzmann                                | — | — | CH53 (1 Wo.)CH | Charteinstieg: 31. März 2013                               |
| 2020 | Heimweh Sing meinen Song – Das Schweizer Tauschkonzert | — | — | CH78 (1 Wo.)CH | Charteinstieg: 22. März 2020 Original: Plüsch              |

### Als Gastmusikerin

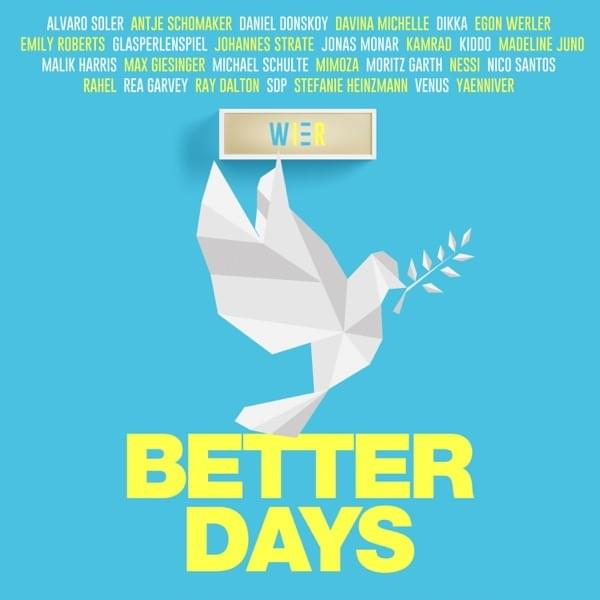
Frontcover zu Better Days.

| Jahr | Titel Album                                            | Höchstplatzierung, Gesamtwochen, AuszeichnungChartplatzierungen (Jahr, Titel, Album, Platzierungen, Wochen, Auszeichnungen, Anmerkungen) | Höchstplatzierung, Gesamtwochen, AuszeichnungChartplatzierungen (Jahr, Titel, Album, Platzierungen, Wochen, Auszeichnungen, Anmerkungen) | Höchstplatzierung, Gesamtwochen, AuszeichnungChartplatzierungen (Jahr, Titel, Album, Platzierungen, Wochen, Auszeichnungen, Anmerkungen) | Anmerkungen                                                                      |
| Jahr | Titel Album                                            | DE | AT | CH | Anmerkungen                                                                      |
| ---- | ------------------------------------------------------ | --- | --- | --- | -------------------------------------------------------------------------------- |
| 2014 | We Are One Every Second                                | — | — | — | Erstveröffentlichung: 15. April 2014 Angie Ott feat. Stefanie Heinzmann          |
| 2019 | #Wiehnachtshit –                                       | — | — | — | Erstveröffentlichung: 8. November 2019 als Teil der „Galaxus Xmas-Singers“       |
| 2020 | Best of Us –                                           | DE78 Gold · (8 Wo.)DE | — | — | Erstveröffentlichung: 25. Juni 2020 Verkäufe: + 200.000; als Teil von „Wier“     |
| 2020 | Nenn es nicht Liebe –                                  | — | — | — | Erstveröffentlichung: 14. August 2020 Tonbandgerät feat. Stefanie Heinzmann      |
| 2021 | Diese Welt braucht Liebe –                             | — | — | — | Erstveröffentlichung: 29. Oktober 2021 Nico Suave & Teesy feat. „Liebe Allstars“ |
| 2022 | Better Days –                                          | — | — | — | Erstveröffentlichung: 22. April 2022 als Teil von „Wier“                         |
| 2022 | Just Like I Love You Libertad                          | — | — | CH58 (2 Wo.)CH | Erstveröffentlichung: 6. Mai 2022 Stress feat. Stefanie Heinzmann                |
| 2022 | Königreich der Liebe Tabaluga – Die Welt ist wunderbar | — | — | — | Erstveröffentlichung: 1. Juli 2022 Peter Maffay feat. Stefanie Heinzmann         |
| 2022 | Elektrizität Tabaluga – Die Welt ist wunderbar         | — | — | — | Erstveröffentlichung: 5. August 2022 Peter Maffay feat. Stefanie Heinzmann       |

## Musikvideos
| Jahr | Titel                            | Regie                                       |
| ---- | -------------------------------- | ------------------------------------------- |
| 2008 | My Man Is a Mean Man             | Frank Paul Husmann-Labusga, Manfred Winkens |
| 2008 | Like a Bullet                    | Sharon Berkal                               |
| 2008 | Revolution                       | Sandra Marschner                            |
| 2008 | The Unforgiven                   | Sandra Marschner                            |
| 2009 | No One (Can Ever Change My Mind) | Sandra Marschner                            |
| 2009 | Unbreakable                      | Sandra Marschner                            |
| 2009 | Stop                             | Sandra Marschner                            |
| 2010 | Roots to Grow                    | Sandra Marschner                            |
| 2012 | Diggin’ in the Dirt              | Sandra Marschner                            |
| 2012 | Show Me the Way                  |                                             |
| 2013 | Lost                             | Seven                                       |
| 2015 | World of Distortion              | Andreas Z. Simon                            |
| 2015 | In the End                       | Sergej Moya                                 |
| 2015 | On Fire                          | Sergej Moya                                 |
| 2015 | Stranger in This World           |                                             |
| 2017 | War Is Over                      | Christoph Heidrich, Benedikt Schnermann     |
| 2018 | Build a House                    | Oliver Sommer                               |
| 2019 | Mother’s Heart                   |                                             |
| 2019 | Shadows                          |                                             |
| 2020 | All We Need Is Love              |                                             |
| 2020 | Nenn es nicht Liebe              | Fynn Freund                                 |
| 2020 | Best of Us                       |                                             |
| 2020 | Colors                           | C. Yuhki Oka                                |
| 2021 | Would You Still Love Me          | Patrick Wulf                                |
| 2021 | Diese Welt braucht Liebe         | Juno Entertainment                          |
| 2022 | Just Like I Love You             |                                             |
| 2022 | Königreich der Liebe             | Mikis Fontagnier                            |
| 2022 | Carry the World                  |                                             |
| 2025 | Power                            | Mikis Fontagnier, Jan Mroczkowski           |
| 2025 | Good                             | Mikis Fontagnier, Jan Mroczkowski           |

## Autorenbeteiligungen
Heinzmann schreibt ein Teil ihrer Lieder selbst. Die folgende Tabelle beinhaltet Charterfolge, die Heinzmann als Autorin für Andere in Deutschland, Österreich und der Schweiz feierte. Autorenbeteiligungen, die von ihr interpretiert wurden, sind nicht berücksichtigt worden.

| Jahr | Titel Interpretation | Höchstplatzierung, Gesamtwochen, AuszeichnungChartplatzierungen (Jahr, Titel, Interpretation, Platzierungen, Wochen, Auszeichnungen, Anmerkungen) | Höchstplatzierung, Gesamtwochen, AuszeichnungChartplatzierungen (Jahr, Titel, Interpretation, Platzierungen, Wochen, Auszeichnungen, Anmerkungen) | Höchstplatzierung, Gesamtwochen, AuszeichnungChartplatzierungen (Jahr, Titel, Interpretation, Platzierungen, Wochen, Auszeichnungen, Anmerkungen) | Anmerkungen                        |
| Jahr | Titel Interpretation | DE | AT | CH | Anmerkungen                        |
| ---- | -------------------- | --- | --- | --- | ---------------------------------- |
| 2013 | Movin’ Angie Ott     | — | — | CH12 (1 Wo.)CH | Erstveröffentlichung: 7. März 2013 |

## Promoveröffentlichungen
| Jahr | Titel Album                                                              | Anmerkungen                                            |
| ---- | ------------------------------------------------------------------------ | ------------------------------------------------------ |
| 2021 | Love Is All Around Sing meinen Song – Das Tauschkonzert Vol. 8 (Sampler) | Erstveröffentlichung: 20. April 2021 Original: DJ Bobo |
| 2021 | Signal Sing meinen Song – Das Tauschkonzert Vol. 8 (Sampler)             | Erstveröffentlichung: 27. April 2021 Original: Joris   |
| 2021 | Babe Sing meinen Song – Das Tauschkonzert Vol. 8 (Sampler)               | Erstveröffentlichung: 4. Mai 2021 Original: Nura       |

## Sonderveröffentlichungen

### Lieder
| Jahr | Titel Album                                                                    | Anmerkungen |
| ---- | ------------------------------------------------------------------------------ | --- |
| 2007 | XTAL Meaning Defeat Machine                                                    | Erstveröffentlichung: 22. Oktober 2007 SHIVA feat. Stefanie Heinzmann                                                                                          |
| 2008 | Ich keere dich, Laura Montani Gitsderschi?                                     | Erstveröffentlichung: 6. Dezember 2008 Daniel Blatter feat. Stifl                                                                                              |
| 2009 | Since You’ve Been Gone (Baby, Baby, Sweet Baby) Great American Soulbook        | Erstveröffentlichung: 7. April 2009 Tower of Power feat. Stefanie Heinzmann; Original: Aretha Franklin                                                         |
| 2009 | Work It Hard Des rois, des pions et des fous – Evolution                       | Erstveröffentlichung: 20. November 2009 Stress feat. Stefanie Heinzmann                                                                                        |
| 2010 | It’s Love Freaks of Nature                                                     | Erstveröffentlichung: 19. März 2010 Heavytones feat. Stefanie Heinzmann                                                                                        |
| 2012 | Dancing on the Ceiling Tuskegee (GAS Version)                                  | Erstveröffentlichung: 27. April 2012 Lionel Richie mit Rascal Flatts feat. Stefanie Heinzmann; Original: Lionel Richie                                         |
| 2013 | Ich zwingu di nit Duette                                                       | Erstveröffentlichung: 1. Februar 2013 Sina feat. Stefanie Heinzmann; Original: Bonnie Raitt – I Can’t Make You Love Me                                         |
| 2013 | Schlaf siäss, chleis Mämmi Duette                                              | Erstveröffentlichung: 1. Februar 2013 Sina feat. Stefanie Heinzmann Original: Gillian Welch, Alison Krauss & Emmylou Harris – Didn’t Leave Nobody But the Baby |
| 2013 | Lost The Art Is Piano                                                          | Erstveröffentlichung: 18. Oktober 2013 Seven feat. Stefanie Heinzmann                                                                                          |
| 2014 | We Are One Every Second                                                        | Erstveröffentlichung: 10. Januar 2014 Angie Ott feat. Stefanie Heinzmann                                                                                       |
| 2014 | Proud Mary Home Sweet Home (International Special Edition)                     | Erstveröffentlichung: 5. September 2014 Andreas Gabalier feat. Stefanie Heinzmann; Original: Creedence Clearwater Revival                                      |
| 2015 | Father and Son You’re (Not) the Only One                                       | Erstveröffentlichung: 26. Juni 2015 Shem Thomas feat. Stefanie Heinzmann; Original: Cat Stevens                                                                |
| 2015 | Plain Sailing Prisma                                                           | Erstveröffentlichung: 2. Oktober 2015 Rea Garvey feat. Stefanie Heinzmann & Marlon Roudette                                                                    |
| 2016 | Ich brech’ die Herzen der stolzesten Frau’n (Live) Stärker als die Zeit – Live | Erstveröffentlichung: 2. Dezember 2016 Udo Lindenberg feat. Stefanie Heinzmann & Till Brönner; Original: Heinz Rühmann                                         |
| 2019 | Ich süächu dich 100% Schweizer Musik – Sina                                    | Erstveröffentlichung: 13. Dezember 2019 Sina feat. Various Artists                                                                                             |
| 2022 | Just Like I Love You Libertad                                                  | Erstveröffentlichung: 25. Februar 2022 Stress feat. Stefanie Heinzmann                                                                                         |
| 2022 | Elektrizität Tabaluga – Die Welt ist wunderbar                                 | Erstveröffentlichung: 14. Oktober 2022 Peter Maffay feat. Stefanie Heinzmann                                                                                   |
| 2022 | Königreich der Liebe Tabaluga – Die Welt ist wunderbar                         | Erstveröffentlichung: 14. Oktober 2022 Peter Maffay feat. Stefanie Heinzmann                                                                                   |

| Jahr | Titel Album                                                                | Anmerkungen |
| ---- | -------------------------------------------------------------------------- | --- |
| 2014 | Unter dem Meer Giraffenaffen 3                                             | Erstveröffentlichung: 13. November 2014 Original: Sebastian C. – Under the Sea                                             |
| 2014 | Can You Feel the Love Tonight I Love Disney                                | Erstveröffentlichung: 28. November 2014 Original: Elton John                                                               |
| 2015 | World of Distortion Dein Song 2015                                         | Erstveröffentlichung: 6. März 2015 mit Jason Mann                                                                          |
| 2015 | In the End Meylensteine                                                    | Erstveröffentlichung: 12. Juni 2015 mit Gregor Meyle; Original: Stefanie Heinzmann                                         |
| 2015 | My Man Is a Mean Man Meylensteine                                          | Erstveröffentlichung: 12. Juni 2015 mit Gregor Meyle; Original: Stefanie Heinzmann                                         |
| 2015 | The Unforgiven Meylensteine                                                | Erstveröffentlichung: 12. Juni 2015 mit Gregor Meyle; Original: Metallica                                                  |
| 2015 | Alperose 100% Schweizer Musik                                              | Erstveröffentlichung: 23. Oktober 2015 mit Büne Huber, Jaël, Knackeboul & Sina; Original: Polo Hofer und die Schmetterband |
| 2017 | Can’t Buy Me Love Xaviers Wunschkonzert, Vol.4                             | Erstveröffentlichung: 29. September 2017 mit Lions Head, Xavier Naidoo, Pohlmann & Joachim Witt; Original: The Beatles     |
| 2017 | I Want You Back Xaviers Wunschkonzert, Vol.4                               | Erstveröffentlichung: 29. September 2017 Original: The Jackson Five                                                        |
| 2017 | True Love Xaviers Wunschkonzert, Vol.4                                     | Erstveröffentlichung: 29. September 2017 Original: Lions Head                                                              |
| 2020 | Hasta el amanecer Sing meinen Song – Das Schweizer Tauschkonzert           | Erstveröffentlichung: 28. Februar 2020 Original: Loco Escrito                                                              |
| 2020 | Heimweh Sing meinen Song – Das Schweizer Tauschkonzert                     | Erstveröffentlichung: 28. Februar 2020 Original: Plüsch                                                                    |
| 2020 | Holunder Sing meinen Song – Das Schweizer Tauschkonzert                    | Erstveröffentlichung: 28. Februar 2020 Original: Steff la Cheffe                                                           |
| 2020 | Lisa Sing meinen Song – Das Schweizer Tauschkonzert                        | Erstveröffentlichung: 28. Februar 2020 Original: Seven                                                                     |
| 2020 | Üses Läbe Sing meinen Song – Das Schweizer Tauschkonzert                   | Erstveröffentlichung: 28. Februar 2020 Original: Francine Jordi                                                            |
| 2020 | You Can’t Stop the Rainfall Sing meinen Song – Das Schweizer Tauschkonzert | Erstveröffentlichung: 28. Februar 2020 Original: Marc Storace                                                              |
| 2020 | White Winter Hymnal So klingelt Weihnachten                                | Erstveröffentlichung: 3. Dezember 2020 Original: Fleet Foxes                                                               |
| 2021 | Ahoi Sing meinen Song – Das Tauschkonzert Vol. 8                           | Erstveröffentlichung: 7. Mai 2021 Original: Gentleman                                                                      |
| 2021 | Babe Sing meinen Song – Das Tauschkonzert Vol. 8                           | Erstveröffentlichung: 7. Mai 2021 Original: Nura                                                                           |
| 2021 | Diggin’ in the Dirt Sing meinen Song – Das Tauschkonzert Vol. 8            | Erstveröffentlichung: 7. Mai 2021 mit Johannes Oerding; Original: Stefanie Heinzmann                                       |
| 2021 | Forget Tomorrow Sing meinen Song – Das Tauschkonzert Vol. 8                | Erstveröffentlichung: 7. Mai 2021 Original: Mighty Oaks                                                                    |
| 2021 | Love Is All Around Sing meinen Song – Das Tauschkonzert Vol. 8             | Erstveröffentlichung: 7. Mai 2021 Original: DJ Bobo                                                                        |
| 2021 | Love Is All Around Sing meinen Song – Das Tauschkonzert Vol. 8             | Erstveröffentlichung: 7. Mai 2021 mit DJ Bobo; Original: DJ Bobo                                                           |
| 2021 | Signal Sing meinen Song – Das Tauschkonzert Vol. 8                         | Erstveröffentlichung: 7. Mai 2021 Original: Joris                                                                          |
| 2021 | Ungeschminkt Sing meinen Song – Das Tauschkonzert Vol. 8                   | Erstveröffentlichung: 7. Mai 2021 Original: Johannes Oerding                                                               |

| Jahr | Titel Soundtrack     | Anmerkungen                         |
| ---- | -------------------- | ----------------------------------- |
| 2014 | In the End Der Nanny | Erstveröffentlichung: 1. April 2014 |

### Videoalben
| Jahr | Titel Musiklabel                                  | Anmerkungen |
| ---- | ------------------------------------------------- | --- |
| 2008 | Masterplan (Limited Deluxe Edition) Polydor (UMG) | Erstveröffentlichung: 14. November 2008 erweiterte Fassung mit Bonus-DVD; Verkäufe werden dem Studioalbum hinzuaddiert  |
| 2009 | Roots to Grow (Deluxe Edition) Polydor (UMG)      | Erstveröffentlichung: 11. September 2009 erweiterte Fassung mit Bonus-DVD; Verkäufe werden dem Studioalbum hinzuaddiert |
| 2012 | Stefanie Heinzmann (Deluxe Edition) Polydor (UMG) | Erstveröffentlichung: 16. März 2012 erweiterte Fassung mit Bonus-DVD; Verkäufe werden dem Studioalbum hinzuaddiert      |

## Statistik

### Chartauswertung
Die folgenden Tabellen bieten eine Übersicht über die Charterfolge von Heinzmann in den Album- und Singlecharts in Deutschland, Österreich und der Schweiz. Zu beachten ist, dass bei den Singles nur Interpretationen und keine Autorenbeteiligungen berücksichtigt wurden.
|                     | DE    | AT    | CH    |
| ------------------- | ----- | ----- | ----- |
| Nummer-eins-Alben   | DE—DE | AT—AT | CH2CH |
| Top-10-Alben        | DE2DE | AT1AT | CH6CH |
| Alben in den Charts | DE6DE | AT4AT | CH6CH |

|                       | DE     | AT    | CH     |
| --------------------- | ------ | ----- | ------ |
| Nummer-eins-Singles   | DE—DE  | AT—AT | CH1CH  |
| Top-10-Singles        | DE2DE  | AT1AT | CH3CH  |
| Singles in den Charts | DE10DE | AT7AT | CH13CH |

### Auszeichnungen für Musikverkäufe
Anmerkung: Auszeichnungen in Ländern aus den Charttabellen bzw. Chartboxen sind in ebendiesen zu finden.
| Land/RegionAuszeichnungen für Musikverkäufe (Land/Region, Auszeichnungen, Verkäufe, Quellen) | Gold     | Platin     | Verkäufe | Quellen           |
| -------------------------------------------------------------------------------------------- | -------- | ---------- | -------- | ----------------- |
| Deutschland (BVMI)                                                                           | 3× Gold3 | Platin1    | 700.000  | musikindustrie.de |
| Schweiz (IFPI)                                                                               | —        | 2× Platin2 | 60.000   | hitparade.ch      |
| Insgesamt                                                                                    | 3× Gold3 | 3× Platin3 |          |                   |